# ガブリエル・アリアス (サッカー選手)
ガブリエル・アリアス・アローヨ（Gabriel Arias Arroyo, 1987年9月13日 - ）は、アルゼンチン・ネウケン州ネウケン出身のプロサッカー選手。スーペルリーガ・アルヘンティーナ・ラシン・クラブ所属。チリ代表。ポジションはGK。

## クラブ経歴
2009年にクラブ・オリンポでプロデビューするも出場機会に恵まれず、2012年にデフェンサ・イ・フスティシアに移籍。2015年シーズンは自己最多の30試合に出場。2017-18シーズン途中にチリのウニオン・デ・カレラにローン移籍し、契約満了後にラシン・クラブと契約。2018-19シーズンのスーペルリーガ・アルヘンティーナ優勝を経験した。

## チリ代表
アルゼンチン・ネウケン出身ながら、母方の祖父母がチリ出身だった関係で、2018年に母の国籍を行使する形でチリ代表に初招集。6月5日のセルビア戦で代表戦初出場。1-0の完封勝利で代表デビュー戦を飾った。翌2019年には、コパ・アメリカ2019の代表メンバーに招集。これまで正GKだったクラウディオ・ブラーボが負傷で招集外となった関係で、正GKを任された。同大会のグループリーグ第3戦のウルグアイ戦では、前半22分の場面で、エディンソン・カバーニのシュートをアリアスがペナルティエリア内で左手で弾き、コーナーキックに逃れたにもかかわらず、ルイス・スアレスが「ハンドを犯した‼︎!」と主張し、PKを要求する場面が話題となった。